# تیم کریگ
تیم کریگ (انگلیسی: Tom Craig؛ زادهٔ ۳ سپتامبر ۱۹۹۵) بازیکن هاکی روی چمن اهل استرالیا است.